# Rakevo
Rakevo (bulgariska: Ракево) är ett distrikt i Bulgarien.   Det ligger i kommunen Obsjtina Krivodol och regionen Vratsa, i den nordvästra delen av landet, 80 km norr om huvudstaden Sofia.
Trakten runt Rakevo består till största delen av jordbruksmark. Runt Rakevo är det ganska glesbefolkat, med 35 invånare per kvadratkilometer.